# Haye van der Heyden
Haye van der Heyden (Bilthoven, 20 februari 1957) is een Nederlandse regisseur, acteur, cabaretier, presentator, zanger en schrijver van toneelstukken, televisieseries en boeken (waaronder kinderboeken).

## Biografie
Van der Heyden studeerde enige jaren Nederlandse taal- en letterkunde aan de Rijksuniversiteit Utrecht. Zijn theatercarrière begon bij De film van Ome Willem, waarin hij werkte als clown en basgitarist. Daarna richtte hij samen met onder anderen Erik Brey het cabaretgezelschap Purper op, waar hij de eerste vijf jaar aan verbonden bleef. Daarna deed Van der Heyden verschillende dingen; hij zong onder meer de bas in verschillende close harmony-ensembles, deed aan allerlei vormen van cabaret en speelde in het satirische radio- en televisieprogramma Binnenlandse Zaken en de VARA-comedy Laat maar zitten, met onder anderen John Kraaijkamp sr.
Later ging hij zich meer bezighouden met het schrijven van toneelstukken en ook televisieseries waaronder In de Vlaamsche pot, Diamant, Kees & Co, Kinderen geen bezwaar, Divorce, Familie Kruys en Baantjer. Voor laatstgenoemde serie schreef hij onder zijn pseudoniem Pieke Daalders. Naast het schrijven van televisieseries bleek hij ook quizmaster. In 2000 leidde hij de interactieve quiz Webstrijd.
Met zijn toneelwerk heeft Van der Heyden enkele onderscheidingen gekregen. Zo kreeg hij in 1980 de Visser-Neerlandiaprijs voor Drie jongens, drie meisjes en in 1989 voor Jaloezieën. In 1991 kreeg hij voor Jaloezieën ook nog de Johan Kaartprijs. In 2002 won hij de Visser-Neerlandiaprijs nogmaals voor het stuk Gouwe Handjes dat later twee seizoenen gespeeld werd door John Kraaijkamp.
Naast televisiewerk schrijft Van der Heyden ook romans en kinderboeken, bedoeld voor kinderen in de leeftijd van ongeveer 10-11 jaar.
Hij regisseert ook, o.a. Adele's Keus met Adèle Bloemendaal, the Dutch Black and White minstrelshow, verschillende theaterprogramma's van Edwin Rutten en de theatershows van Ivo Niehe.
Hij is enige jaren hoofd Research and Development geweest bij John de Mol Produkties en was in die hoedanigheid de bedenker van de naam van de televisiehit Big Brother.
In 2012 kwam Haye van der Heyden middels een reeks artikelen op voor het recht op de PVV te stemmen, wat hem door vakbroeders in de mediawereld kwalijk werd genomen. In 2016 betitelde hij zichzelf in verband met het oorlogsverleden van zijn vader en door hem ervaren politieke discriminatie als een "NSB-kind".
In 2019 werd bekendgemaakt dat Haye van der Heyden zou gaan werken bij de omroep in oprichting Ongehoord Nederland als chef Humor & Satire. Kort daarop verliet hij echter deze organisatie na een botsing met Arnold Karskens over uitspraken die Haye in een radioprogramma had gedaan over Holocaustontkenners, die zijns inziens niet bij voorbaat reeds zouden hoeven te worden uitgesloten van de gelegenheid hun standpunten te bepleiten.
Na zijn vertrek bij de omroep begon Van der Heyden een eigen uitgeverij, Uitgeverij Vogelvrij.

### Privé
Van der Heyden woont in Amsterdam, is getrouwd met Veronique van der Scheer (dochter van Allard van der Scheer) en heeft twee zonen. Eerder had hij een relatie met Sylvia Millecam. Hij is de broer van Chris van der Heijden, een journalist-schrijver.

## Toneelwerk
Hij schreef ruim twintig toneelstukken, voor onder anderen Anne Wil Blankers, Annet Nieuwenhuijzen, Piet Römer, John Kraaijkamp, Gees Linnebank, Edwin de Vries, Allard van der Scheer, Nelly Frijda en Josine van Dalsum.
Van der Heyden had een eigen comedygezelschap Mussen & Zwanen, waarvoor hij ook regelmatig als regisseur van zijn eigen stukken optrad.
Vanaf het theaterseizoen 2014-2015 staat hij weer met mede-Purperoprichter Erik Brey op de planken.

## Filmografie (selectie)
Van der Heyden schreef meer dan 400 afleveringen sitcom, voor onder andere:
- Suzanne en de mannen (2009)
- Gebak van Krul (2009)
- Kinderen geen bezwaar (2004-2013)
- Kees & Co (2004-2006)
- Het Zonnetje in Huis (1996), onder het pseudoniem Pieke Daalders
- Zaterdagavondcafé (1992-1993)
- In de Vlaamsche pot (1990-1994)

Ook was hij acteur in onder andere Laat maar zitten, een gevangenisserie van de VARA.
- De Film van Ome Willem (1988)
- Laat maar zitten (1989-1991)

En ander tv-drama voor de series:
- Baantjer (1995)
- Diamant (1993-1994)
- Bloedverwanten (2010-2014)
- Seinpost Den Haag (2011)
- Divorce (vanaf 2011)
- Männer! Alles auf Anfang (2014-2015)
- Gouden Bergen (2015)
- Familie Kruys (2015)